# لمطة

شعار بلدية لمطة

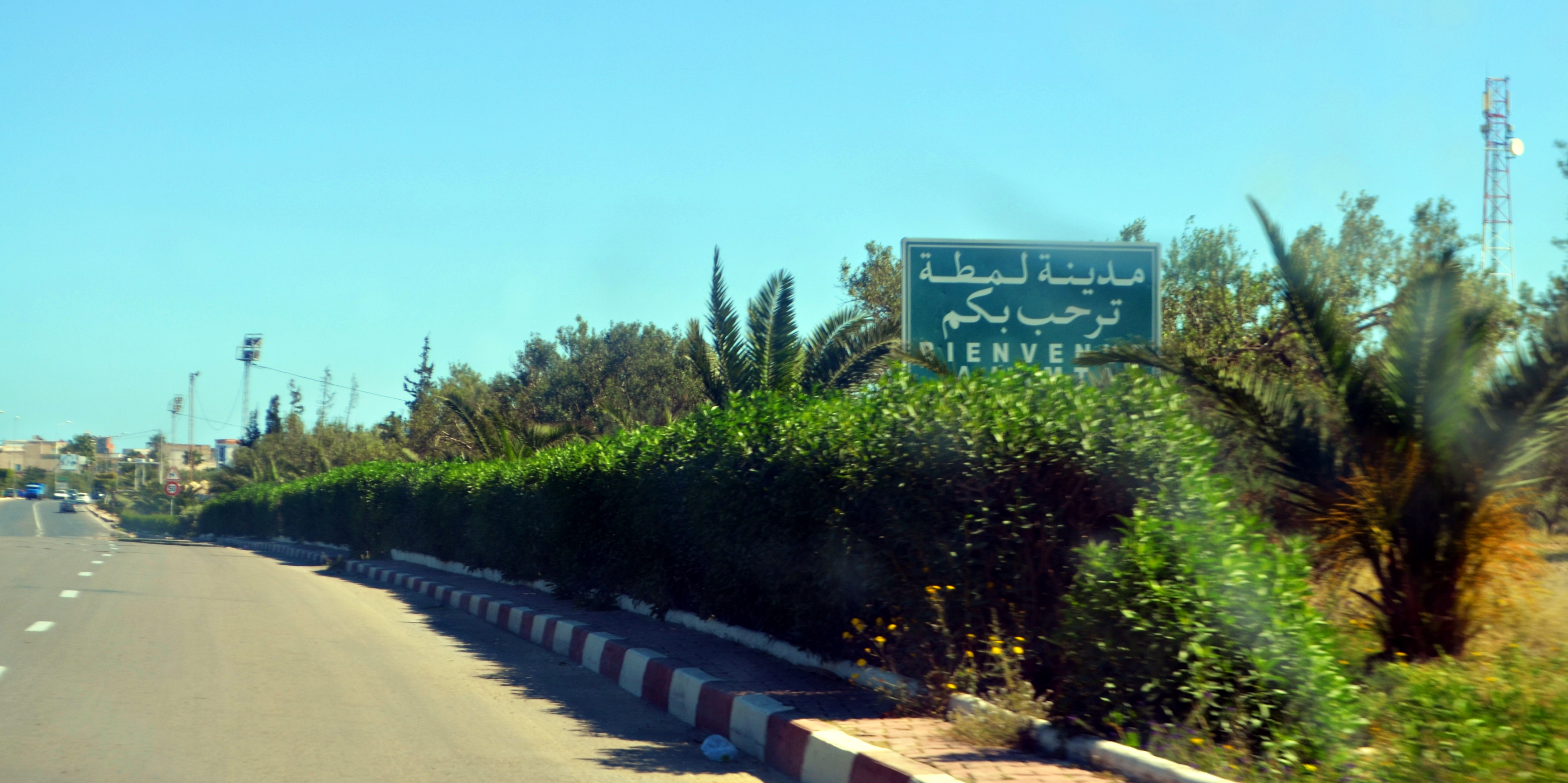
مدخل مدينة لمطة.

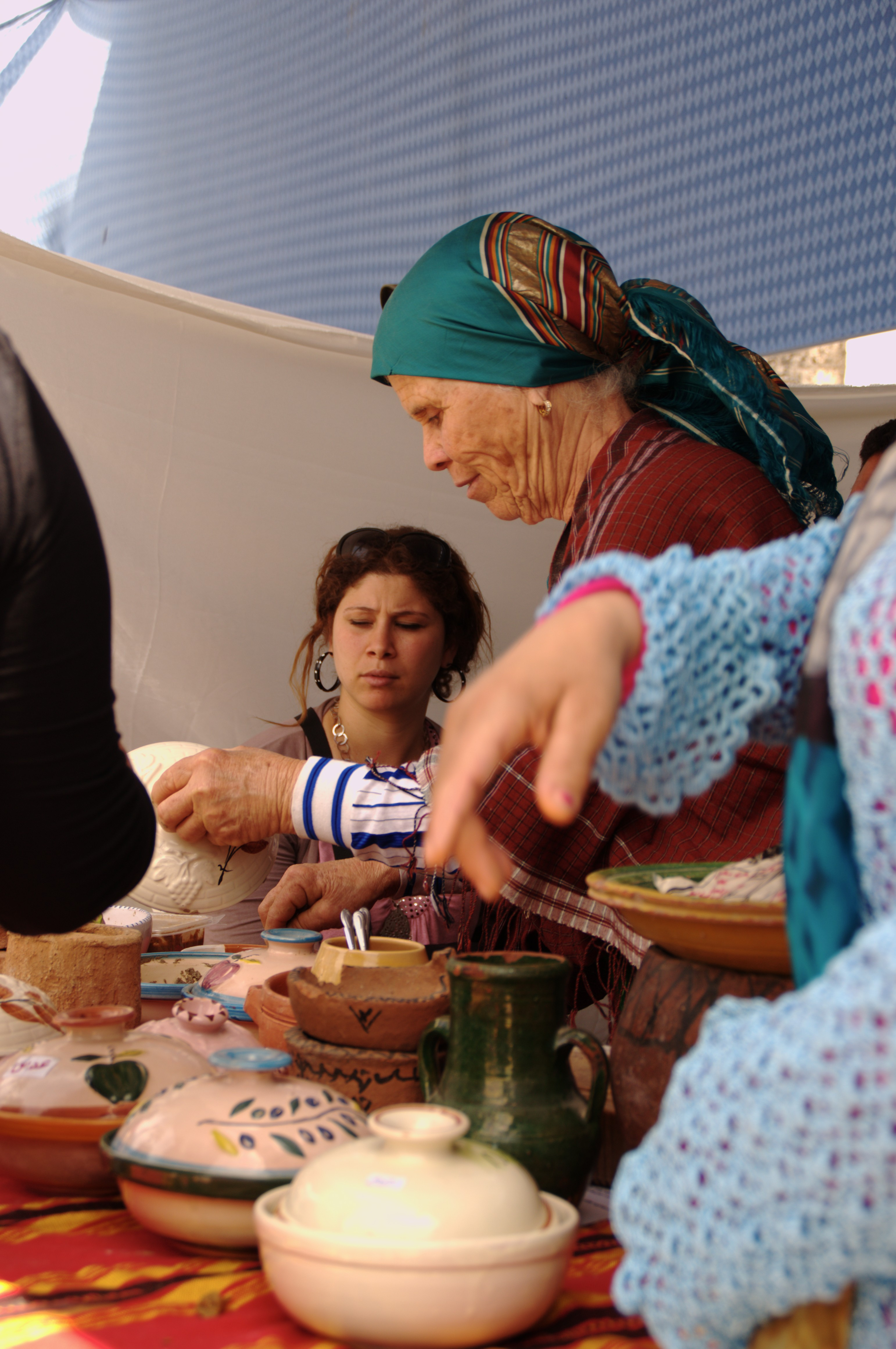
امرأة تعد البسيسة

لمطة هي بلدة تونسية تقع في ولاية المنستير. يبلغ عدد سكانها حوالي 5400 نسمة، وبها بلدية تمسح 193 هكتارا.

## تاريخها
كانت قديما في العهد الروماني تلقب لبتيس مينور Leptis Minor (وهو اسم ذو أصل فنيقي) أو لبدة الصغرى لتفريقها عن لبدة الكبرى التي تقع في ليبيا. سكن البلدة اللوبيون ثم الفينيقيون قبل أن تصبح خاضعة لقرطاج. وقعت قرب البلدة سنة 237 ق.م إحدى أبرز معارك حرب المرتزقة التي دارت رحاها بين القرطاجيين والمرتزقة المتمردين. بعد الفتح الإسلامي، بنى الأغالبة بها سنة 859 قصرا أطلقوا عليه اسم قصر الرباط.

## نشاط وإشعاع
ينتظم بلمطة منذ عام 2000 مهرجان سنوي للبسيسة، تشرف عليه جمعية صيانة مدينة لمطة، وتتم فيه مسابقة لأحسن بسيسة. كما ينشط في المدينة ناد رياضي يسمى شبيبة لمطة.

## وصلات خارجية
- موقع بلدية لمطة.
- موقع مهرجان البسيسة بلمطة